# Feldhorst
Feldhorst település Németországban, Schleswig-Holstein tartományban. Lakosainak száma 557 fő (2023. december 31.). Feldhorst Meddewade és Reinfeld községekkel határos.

## Népesség
A település népességének változása:
| Lakosok száma | 573  | 561  | 557  | 549  | 557  |
|               | 2017 | 2019 | 2021 | 2022 | 2023 |